# Potransplantační chimérismus
Potransplantační chimerismus je stav, kdy se v organismu jedince po úspěšné transplantaci nachází buňky nesoucí genetickou informaci jak původního příjemce, tak i nově dárce. 

## Hladiny buněčného chimérismus
Stanovení hladiny buněčného chimérismu se využívá primárně u transplantací kostní dřeně nebo hematopoetických kmenových buněk. Ke stanovení se využívá vzorek periferní krve nebo kostní dřeně. Podle poměru buněk dárce a příjemce (konkrétně se jedná o genetickou informaci obsaženou v leukocytech) můžeme potransplantační chimérismus dělit na několik úrovní:
- Smíšený dárcovský chimérismus – ve vzorku příjemce tehdy detekujeme 99 % a méně buněk dárce.
- Mikrochimerismus – ve vzorku příjemce detekujeme 99 - 99,9 % buněk dárce.
- Kompletní dárcovský chimérismus – ve vzorku příjemce detekujeme pouze buňky příjemce. Takový stav je po transplantaci žádoucí.

## Metody stanovení buněčného chimérismus
Stanovení hladiny potransplantačního chimérismu se začalo v medicíně používat v druhé polovině dvacátého století. Od té doby i s rozvojem nových technik a metod bylo využíváno několik základních metod. Na počátku se pracovalo s buněčnými markery, později s metodami cytogenetiky ať už klasické nebo moderní s využitím fluorescence. S rozvojem moleulárně-biologických metod se začala využívat např. polymorfismu délky restrikčních fragentů (RFLP). V dnešní době se však v klinické praxi užívá nejčastěji buď STR-PCR s následnou fragmentační analýzou nebo kvantitativní PCR. Alternativou, které by se mohlo také využívat, nicméně byla dosud aplikována pouze ve výzkumech, by mohla být digital droplet PCR nebo sekvenování nové generace.